# Alarba
Alarba (aragónul Alfarba) település Spanyolországban,  Zaragoza tartományban. Alarba Acered, Castejón de Alarba, Morata de Jiloca, Olvés, Maluenda és Fuentes de Jiloca községekkel határos. Lakosainak száma 93 fő (2024).

## Népesség
A település lakosságának változását az alábbi diagram mutatja:
| Lakosok száma | 158  | 143  | 146  | 156  | 161  | 153  | 144  | 124  | 104  | 93   |
|               | 2001 | 2004 | 2007 | 2009 | 2012 | 2014 | 2017 | 2019 | 2022 | 2024 |